# Kehdingen
Kehdingen is een landstreek in Duitsland, in het noorden van de deelstaat Nedersaksen.

## Beschrijving
Het gebied is een laag rivierpolderland aan de linker (zuid-)oever van de Beneden-Elbe. De Oste mondt aan de westgrens van Kehdingen, bij Neuhaus, uit in de Elbe. 
Het omvat ruwweg de huidige Samtgemeinde Nordkehdingen, en zuidelijk daarvan, de gemeente Drochtersen. Ten oosten van Kehdingen ligt de stad Stade. Binnen de Samtgemeinde Oldendorf-Himmelpforten worden de dorpen Großenwörden en Engelschoff ook nog tot Kehdingen gerekend. Dat geldt ook voor het, door industrie gekenmerkte, havenplaatsje Bützfleth, gemeente Stade.
Na de Stormvloed van 1962, die veel schade aanrichtte, zijn ook in Kehdingen bij de mondingen van enkele zijrivieren van de Elbe stormvloedkeringen gebouwd.
Landbouw, veeteelt en, sedert 1970 van toenemend belang, toerisme zijn de voornaamste middelen van bestaan.

## Galerij

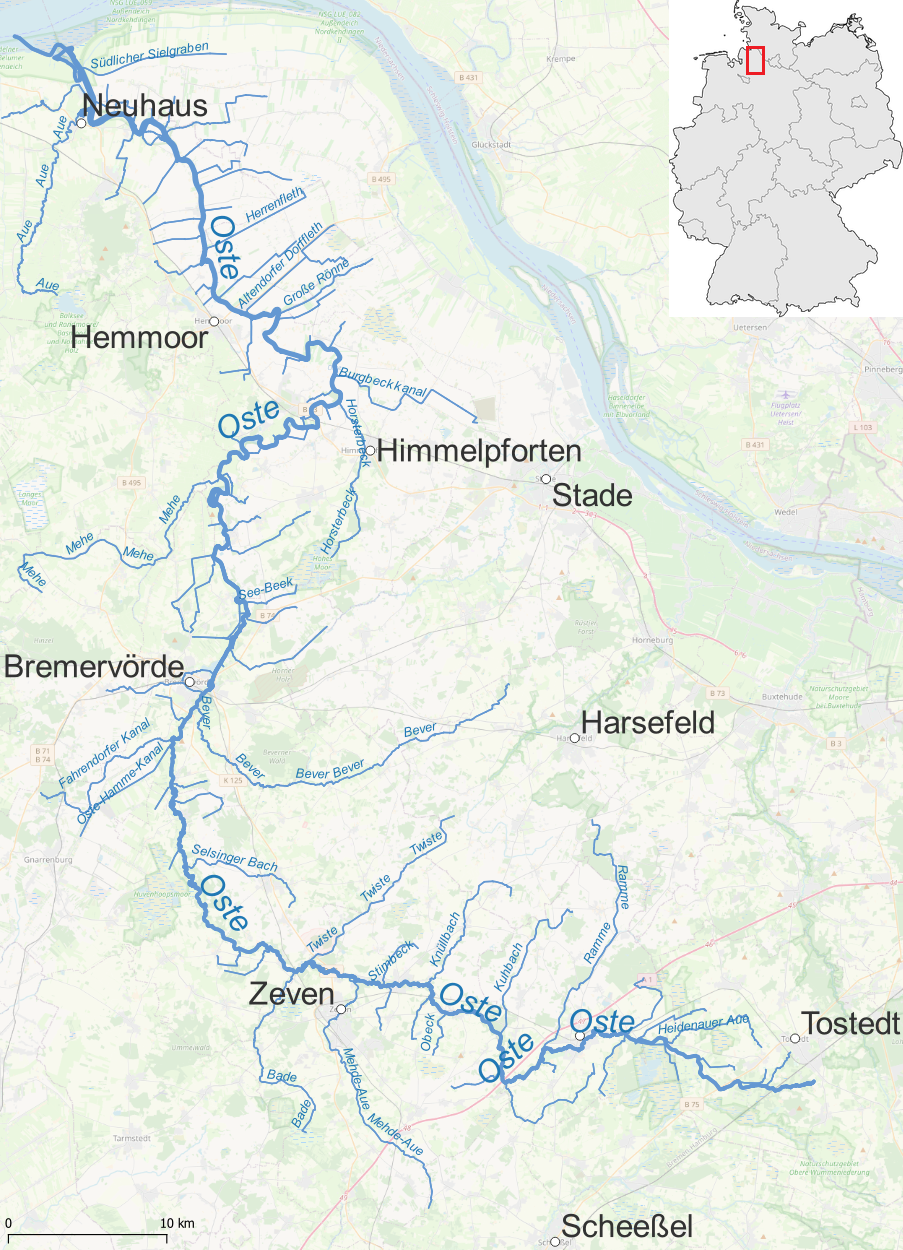
Kaart van het stroomgebied van de Oste
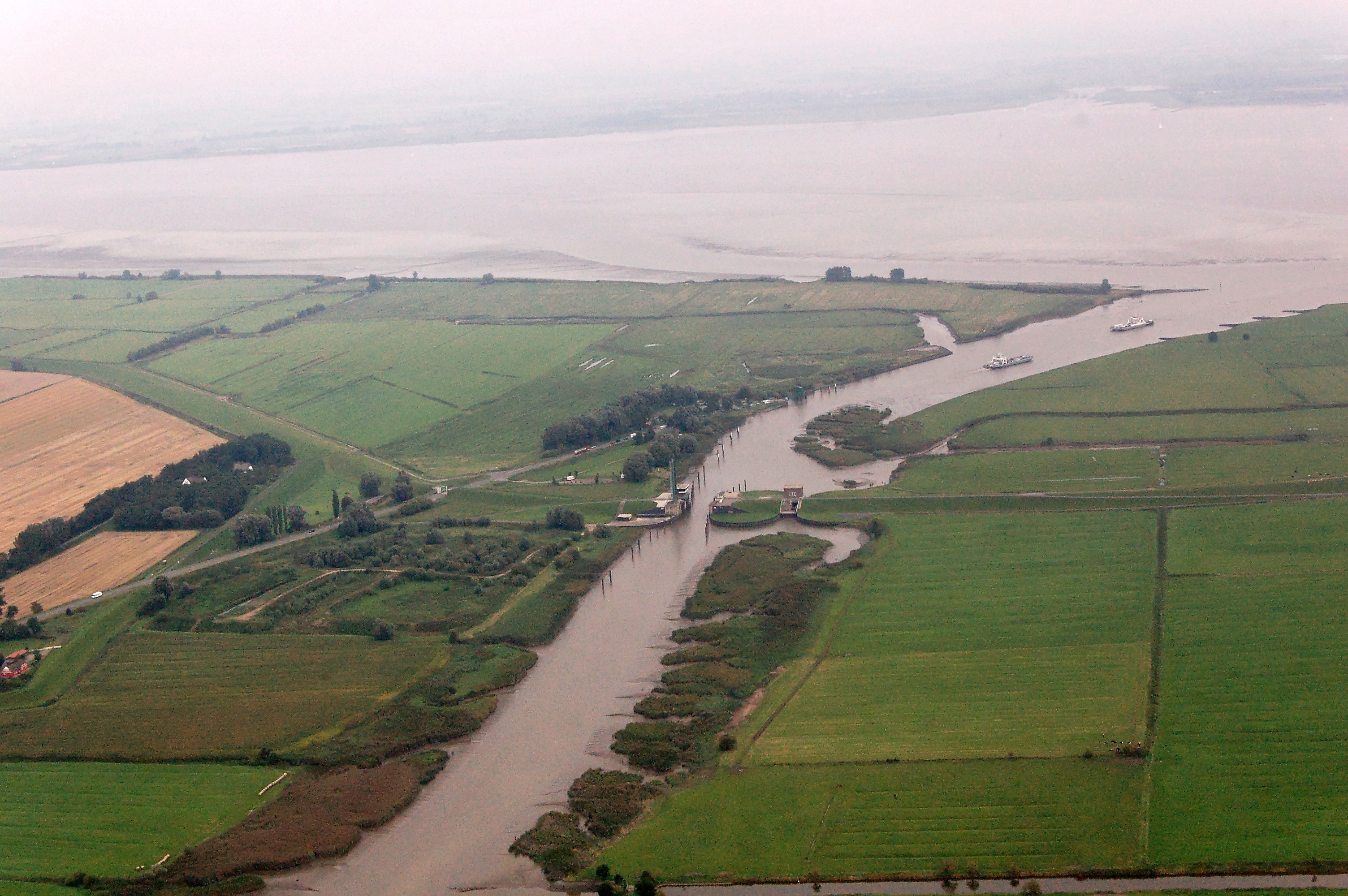
Stormvloedkering nabij de Elbe bij Wischhafen, SG Nordkehdingen
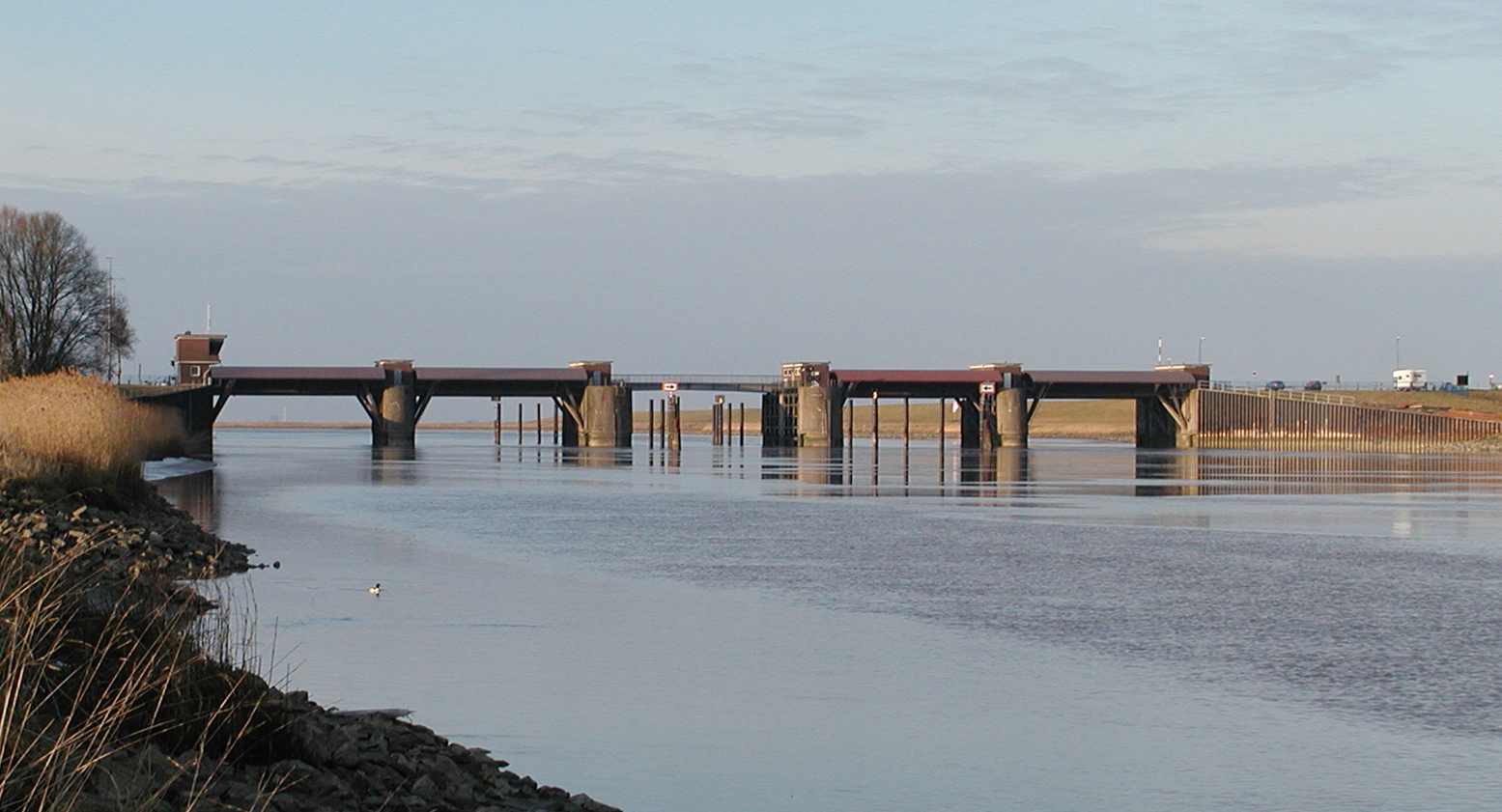
Stormvloedkering in de Oste bij Balje, SG Nordkehdingen
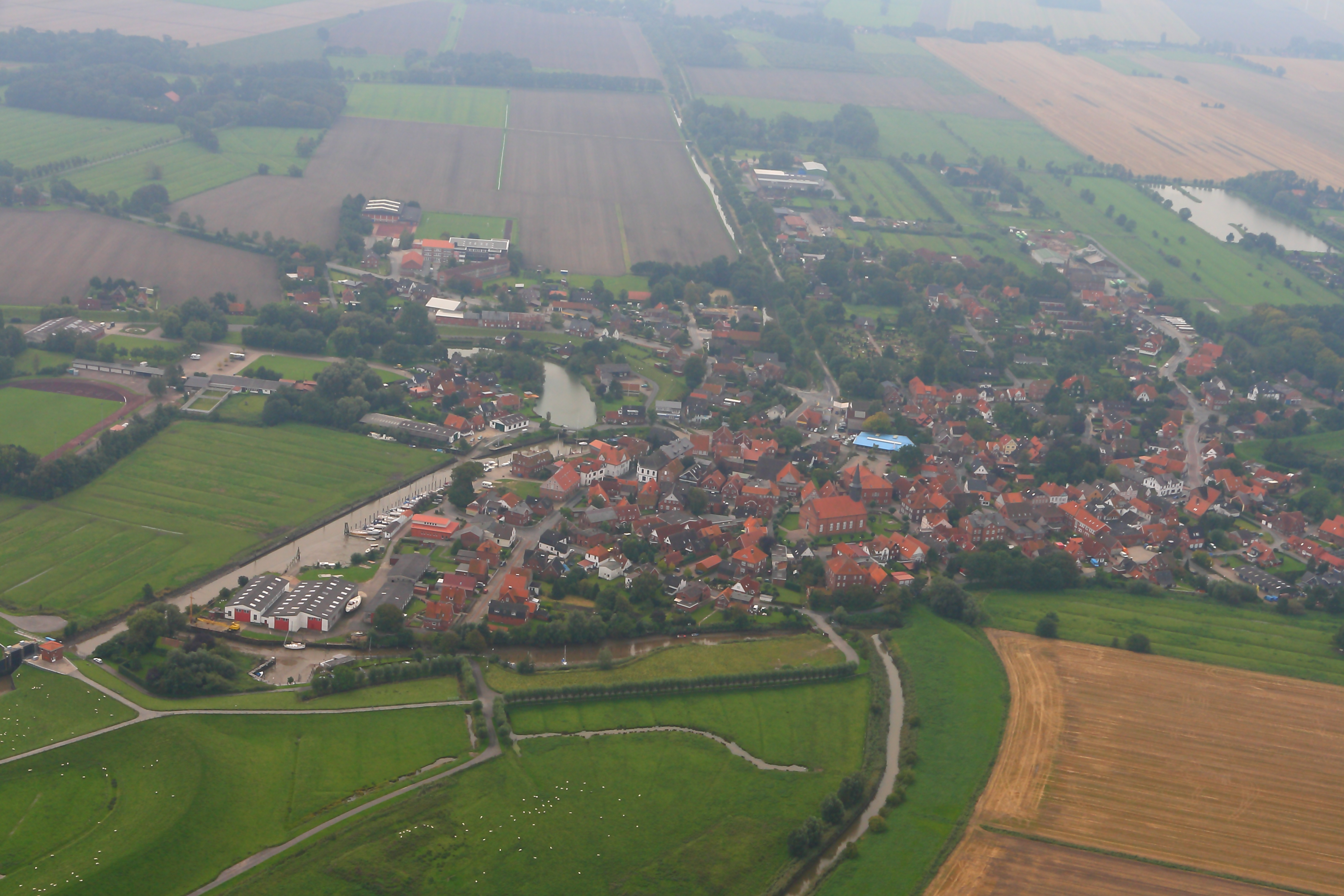
Het stadje Freiburg aan de Elbe in de SG Nordkehdingen